# MZLU Express Brno
MZLU Express Brno byl založen v roce 2000 rozdělením klubu Draci MZLU Brno na dva samostatné subjekty: SK Draci Brno a baseballový oddíl VSK MZLU Brno. Oddíl hrál nejvyšší soutěž – Českou baseballovou extraligu od sezóny 2002 až do zániku klubu v roce 2012. V letech 2002 až 2006 hrál pod názvem Golden Kids. Od roku 2007 vystupoval pod novým názvem MZLU Express Brno podle hlavního sponzora Uniforms Express. Klub zanikl roku 2012 sloučením do klubu Hroši Brno.

## Úspěchy
- Druhé místo v Extralize: 2007

## Soupiska mužů
Soupiska „A“ týmu v sezóně 2010
| Jméno              | Post    | Rok nar. | Pozn.                     |
| Tomáš Janíček      | OF      | 1987     |                           |
| Vojtěch Janíček    | C       | 1991     |                           |
| Martin Jelínek     | 2B, SS  | 1988     |                           |
| Aleš Klimeš        | OF      | 1984     |                           |
| Jiří Klusáček      | OF      | 1987     |                           |
| Leoš Kubát         | P       | 1980     | reprezentace ČR           |
| Richard Ševčík     | C       | 1979     |                           |
| Milan Vystrčil     | 3B, P   | 1981     |                           |
| Miroslav Zdražil   | DH      | 1981     |                           |
| Šimon Procháczka   | P       | 1987     | slovensko                 |
| Ondřej Svobodník   | P       | 1988     |                           |
| Matěj Brychta      | P       | 1989     |                           |
| Jakub Toufar       | P       | 1987     | reprezentace ČR           |
| Vojtěch Papež      | P       | 1991     |                           |
| David Winkler      | DH,C,1B | 1980     |                           |
| Tomáš Biskorovajný | OF,P    | 1987     | Slovensko,reprezentace SK |